# Typ antropoidalny miednicy
Typ antropoidalny (człekokształtny) – typ miednicy człowieka, w którym występuje poprzecznie eliptyczny kształt wchodu z wydłużonym wymiarem prostym. Kość krzyżowa jest wąska, długa i nachylona ku tyłowi, a zagłębienie krzyżowo-biodrowe jest obszerne. Łuk łonowy jest najczęściej szeroki. Ten typ miednicy przypomina miednicę małp człekokształtnych i są to miednice poprzecznie ścieśnione.